# Actionrollspel
Ett actionrollspel (ofta förkortat action-RPG, action/RPG eller ARPG) är ett datorrollspel som blandar spelgenrerna action och actionäventyr, med realtidsspel där spelaren har direktkontroll över sin spelfigur, och spelet inte är turordningsbaserat eller menybaserat. I stället används vid stridsscenerna spelkontroll som påminner om genrer som hack and slash eller shoot 'em up.

### Fotnoter
1. ↑  ”Hack and Slash: What Makes a Good Action RPG?”. 1UP.com. 18 maj 2010. Arkiverad från originalet den 29 juni 2011. https://archive.is/20110629035402/http://www.1up.com/do/blogEntry?bId=9030743. Läst 2 mars 2011.